# Église Notre-Dame-du-Perpétuel-Secours de Cracovie
Pour les articles homonymes, voir église Notre-Dame-du-Perpétuel-Secours et Notre-Dame.
L'Église Notre-Dame-du-Perpétuel- Secours de Cracovie est une église catholique romaine et église conventuelle des Rédemptoristes, située à Cracovie dans le quartier de Podgórze.
Le temple a été construit au début du XXe siècle. En 1902 commença la construction d'un monastère, et en 1905 d'une église. Le 8 septembre 1906, l'évêque Anatol Nowak la consacra. L'église a été construite dans le style néo-roman (avec des éléments néo-gothiques) selon le projet de Jan Sas-Zubrzycki.

## Architecture
Le temple est construit en brique avec des détails en pierre sur un plan en croix latine. Il s'agit d'une basilique à trois nefs avec un transept et un chœur à cinq côtés à une seule travée avec des chapelles latérales adjacentes au transept. La façade est située latéralement à la rue. 
Les façades latérales donnant sur la rue Zamojskego ont des contreforts. Une frise d'arcades les entoure. Une tour de l'horloge à quatre pans, recouverte d'une coupole en tente, a été construite à côté de la partie presbytère. A l'origine, le toit était recouvert de tuiles fines en céramique, remplacées dans les années 1970 par de la tôle.
L'ameublement de l'église a duré de nombreuses années après sa construction, certains travaux ont été réalisés avant la Seconde Guerre mondiale. Les autels du transept sont des exemples de produits fabriqués en série dans les ateliers bavarois et autrichiens. Dans les années 1971-1972, l'église a été rénovée, modifiant de nombreux éléments du mobilier.

## Séminaire
En 2023, le Grand Séminaire Rédemptoriste a été transféré de Tuchów dans la maison du monastère à côté de l'église,.

## Galerie
|                       |  |                            |  |                                                                         |
| Intérieur de l'église |  | L'autel de l'église à Noël |  | L'autel de la nef latérale avec le tableau Jésus, j'ai confiance en toi |